# Michael Vegas
Michael Vegas (ur. 4 czerwca 1984 w Huntington Beach) – amerykański aktor i reżyser filmów pornograficznych, także model, fotograf i żonglerz. Występował także pod pseudonimem Michael, Mike Vegas, Mike i James Oak.

## Życiorys

### Wczesne lata
Urodził się i dorastał w Huntington Beach, w hrabstwie Orange w południowo-zachodniej części stanu Kalifornia. Wychowywał się w kochającej rodzinie z klasy średniej. Jego ojciec był fotografem.
Kiedy miał 12 lat nauczył się żonglować, a z czasem nauczył się grać na gitarze. Po ukończeniu szkoły średniej Fountain Valley High w Fountain Valley w Kalifornii, w każdym sezonie Halloween, w wieku od 13 do 22 lat pracował w ekskluzywnym sklepie z kostiumami w Newport Beach w Kalifornii. Był również pracownikiem budowlanym i sanitariuszem. Stracił dziewictwo, gdy miał 18 lat ze swoją dziewczyną.
Uczył się w szkole pielęgniarskiej. Ukończył akademię strażacką i miał zostać strażakiem. W 2006, po tym jak uległ wypadkowi motocyklowemu, miał złamany kręgosłup, spędził dziesięć dni w śpiączce, a następnie przez sześć miesięcy nosił ortezę na szyi. Uczulony na opioidy, by leczyć swoje obrażenia, zaczął stosować marihuanę. Osiedlił się w hrabstwie Orange. Dorabiał także jako klaun.

### Kariera
W 2006, mając 22 lata, zdecydował się na karierę w branży pornograficznej, bo „miał dość harówki od 9.00 do 17.00 i chciał zrobić coś, co wystarczy, by mieć czas dla siebie”. Odwiedził kilka studiów filmowych, aż został zatrudniony w jednym z nich. Początkowo pod pseudonimem James Oak był modelem erotycznym i grał w gejowskich filmach produkowanych przez Mike Hancock Studios.
„Zawsze chciałem robić filmy i zawsze chciałem uprawiać seks z pięknymi ludźmi, bez zakochania się we mnie. Poszedłem do świata, w którym płacono mi za coś, co chciałem robić: filmy i uprawianie seksu z wieloma pięknymi ludźmi!”.
W 2010, po kilkuletniej przerwie, powrócił do występów w filmach wytwórni: Smash Pictures, Digital Sin, Mile High, Pure Play Media, Brazzers, New Sensations, Penthouse, 3rd Degree, Evil Angel, Pure Taboo, Adam & Eve, Digital Playground, Girlfriends Films, Reality Kings czy Wicked Pictures.
W telewizyjnym dramacie erotycznym Dark Secrets (2012) wystąpił w roli Maxa. Stormy Daniels zaangażowała go do roli Nicka w komedii fantasy Właściwa ilość zła (Right Amount of Wrong, 2014). Był obsadzany w parodiach porno, grając postaci takie jak: Sam Loomis, chłopak Marion Crane w Psychozie Alfreda Hitchcocka – Official Psycho Parody (2010), detektyw Nick Curran w Nagim instynkcie – Official Basic Instinct Parody (2011), Fred w Scooby-Doo – Scooby Doo: A XXX Parody (2011), Harry Osborn w Superman vs. Spider-Man XXX: An Axel Braun Parody (2012), Sonny Whoreleone w Ojcu chrzestnym – The Godfather XXX: A DreamZone Parody (2012), kowboj w Dallas – Dallas XXX: A Parody (2012), młody kapitan Kirk w Star Trek – This Ain’t Star Trek 3 XXX: This Is a Parody (2013), książę Filip w Śpiącej królewnie – Sleeping Beauty: An Axel Braun Parody (2014), niewidomy anioł Pygar w Barbarelli XXX: An Axel Braun Parody (2015), Barney w Jak poznałem waszą matkę – How I Fucked Your Mother: A DP XXX Parody (2017) czy Rossi w ekranizacji książki Davida Baldacciego The Finisher: A DP XXX Parody (2018).
Zagrał w feministycznych filmach LustCinema, w tym A Little Part of Me (2011), Dear Abby (2011), Forbidden Opportunity (2017), Darker Side of Desire (2017) jako prof. Mike Alden, The Mistress (2017) z Abellą Danger, The Intern – A Summer of Lust (2019) jako Michael, marzycielski współlokator Maddie, EroticaX Swingers Getaway Vol. 4 (2019) i Unravelled Intimacies (2019), który 22 października 2019 otworzył Porn Film Festival Berlin (PFFB).

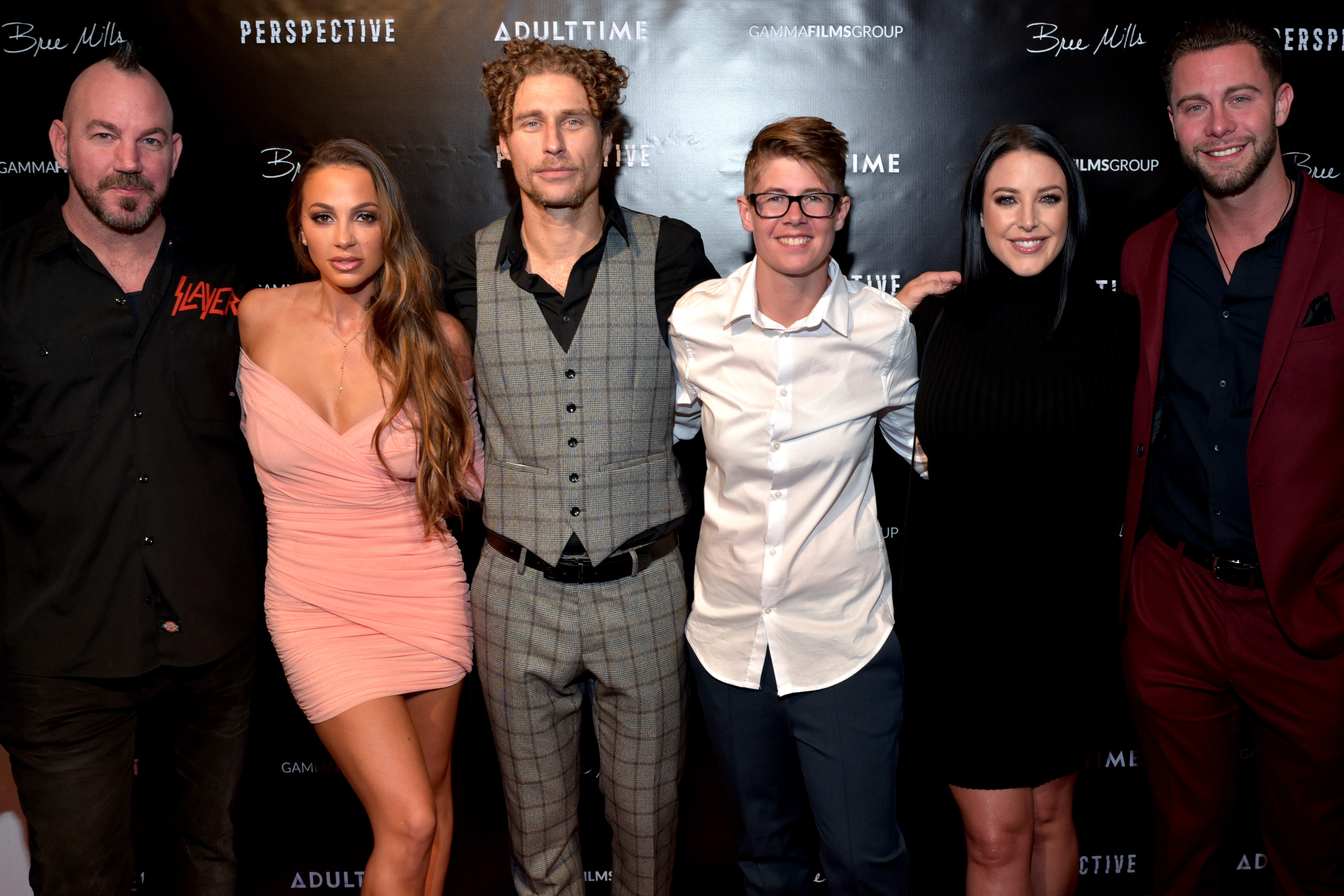
Na premierze filmu Perspective (2019)

24 września 2015 wziął udział ze Stoyą w jednym z odcinków serii TrenchcoatX W 80 sposobów dookoła świata (Around the World in 80 Ways) – pt. „NYC Highline”. W filmie krótkometrażowym Holly Randall Quest (2016) z Derrickiem Pierce’em zagrał postać nekromanty. W komedii kryminalnej Brazzers BDSM Confidential (2018) został obsadzony w roli detektywa z wydziału zabójstw. Był klientem w dramacie Weather Girls (2016) z Aną Foxx, detektywem Hammondem w komedii kryminalnej Stormy Daniels The Blonde Dahlia (2017) na podstawie filmu Czarna Dalia, sąsiadem w dramacie przygodowym Spoiled (2017), ojcem w komedii romantycznej Fuck Me Silly 3 (2018), perwersyjnym kierowcą autobusu / graczem w Future Darkly: The White Room (2018), mężem Luny w komedii romantycznej Sweet as Sugar (2018), panem młodym w melodramacie Stormy Daniels Never Forgotten (2018), nauczycielem Mikiem Daviesem w dramacie Biografia dziewicy (2019), facetem na poddaszu w dreszczowcu Grzechy ojca (Sins Of The Father, 2019), zagadkowym pustelnikiem w horrorze Under The Bed: Within (2019), kelnerem w romantycznej produkcji fantasy Transfixed Volume One (2019), Szalonym Kapelusznikiem z Alicji w Krainie Czarów Charlesa Lutwidge’a Dodgsona w produkcji Joanny Angel Lola FaeDe’s First Gangbang (2019), nominowanej do Altporn Awards w kategorii najlepsza scena gotycka, z Lolą Fae, Isiahem Maxwellem, Ramónem Nomarem, Smallem Handsem i Steve’em Holmesem, oraz stażystą w dramacie sensacyjnym Kill Code 87 (2020).
W 2018 wygrał branżową XBIZ Award w dwóch kategoriach: „Najlepszy aktor w komedii” w filmie How I Fucked Your Mother: A DP XXX Parody (2017) i „Najlepsza scena seksu” w An Inconvenient Mistress (2017) z Jessiką Drake i Ryanem Drillerem. W październiku 2018 jego wypowiedź ukazała się na łamach magazynu „Men’s Health”.
21 września 2019 w teatrze im. Ricarda Montalbána w Hollywood miała miejsce premiera dramatu sensacyjnego Bree Mills Perspektywa (Perspective, 2019), gdzie zagrał doktora Mercera. Wziął udział w feministycznym dramacie porno  Unraveled Intimacies (2019).
„Wiele razy nazywano mnie gejem i pedałem i te słowa nie mają już dla mnie żadnego znaczenia. Kiedy już to przeszedłem, pomyślałem: „Zrobię to, co tylko zechcę”. Reżyserka Bree Mills jest kreatywnym geniuszem i dała mi koszulkę z napisem „Honorowa lesbijka”. Zacząłem od gejowskiego porno, więc większość moich fanów w tamtym czasie to byli geje i kobiety hetero / biseksualistki. Potem brałem udział w scenach heteroseksualnych, gdzie jest dużo homofobii, więc musiałem ukrywać ten aspekt tak długo, jak tylko mogłem. Jestem przystojnym diabłem – a jako pasyw sprawdziłem, jak to jest być penetrowanym. Więc kiedy uprawiam seks z kobietą, zdecydowanie mam więcej empatii. Wiem, że to może być dziwne.”
Wystąpił w dramacie Biografia dziewicy (Biography of a Virgin, 2019) jako Mike Davies, komediodramacie Pure Taboo Najszczęśliwszy facet (The Luckiest Guy, 2019) jako kelner Brayden oraz w pięciu odcinkach serii Deeper w reż. Kayden Kross – Oops (2018), Patient (2019) jako terapeuta, Spróbuj mnie (Try Me, 2019), Gorączka (Heat, 2019) i Gold Star (2020). W dramacie Bree Mills Future Darkly: Pandemic – Anthony’s Date (2021) poruszającym temat pandemii COVID-19 zagrał tytułową rolę Anthony’ego, który romansuje z Aurorą (Ana Foxxx).

## Obecność w kulturze masowej
W odcinku serialu telewizyjnego o tematyce sportowej HBO Lakers: Dynastia zwycięzców (Winning Time: The Rise of the Lakers Dynasty, 2022) pt. The Swan z Johnem C. Reilly i Brettem Cullenem pojawił się jako nagi mężczyzna. Vegas był autorem zdjęć dreszczowca głównego nurtu Niania (The Nanny, 2023), który był prezentowany na Los Angeles IFS Film Fest – Independent Filmmakers Showcase i Silicon Beach Film Festival.
Zajmuje się profesjonalną fotografią. Założył The Soul Thief Photography w West Hollywood, gdzie został dyrektorem generalnym.

## Życie prywatne
Spotykał się z Mischą Brooks. 14 maja 2011 poślubił Misti Dawn. Para rozwiodła się.

## Nagrody i nominacje
| Rok  | Nagroda           | Kategoria                                                                   | Film                                                         | Inni wykonawcy | Rezultat  |
| ---- | ----------------- | --------------------------------------------------------------------------- | ------------------------------------------------------------ | --- | --------- |
| 2011 | XRCO Award        | Nowy ogier                                                                  | –                                                            | – | Nominacja |
| 2011 | Galaxy Award      | Najlepszy nowy wykonawca                                                    | –                                                            | – | Nominacja |
| 2011 | XBIZ Award        | Nowy wykonawca roku                                                         | –                                                            | – | Nominacja |
| 2011 | AVN Award         | Najlepszy debiutant                                                         | –                                                            | – | Nominacja |
| 2012 | AVN Award         | Najlepszy aktor drugoplanowy                                                | Dear Abby (2011)                                             | – | Nominacja |
| 2012 | XBIZ Award        | Najlepszy aktor drugoplanowy                                                | Dear Abby (2011)                                             | – | Nominacja |
| 2013 | Sex Award         | Najgorętszy dorosły ogier                                                   | –                                                            | – | Nominacja |
| 2013 | AVN Award         | Najlepszy aktor drugoplanowy                                                | The Godfather XXX: A DreamZone Parody (2012)                 | – | Nominacja |
| 2013 | XBIZ Award        | Najlepszy aktor drugoplanowy                                                | The Godfather XXX: A DreamZone Parody (2012)                 | – | Nominacja |
| 2013 | XBIZ Award        | Najlepszy aktor w filmie o parach                                           | The Psychotherapist (2012)                                   | – | Nominacja |
| 2014 | AVN Award         | Najlepszy aktor                                                             | Rebound (2013)                                               | – | Nominacja |
| 2014 | AVN Award         | Najlepsza scena seksu dziewczyna/chłopak                                    | Forsaken (2013)                                              | Ash Hollywood | Nominacja |
| 2014 | AVN Award         | Najlepsza scena seksu w produkcji kręconej za granicą                       | Adventures in Eden (2013)                                    | Krissy Lynn, Fabine, Allie Haze, Suzana Rhios, Roge, Bad Boy i Tyler Nixon | Nominacja |
| 2014 | NightMoves Award  | Najlepszy wykonawca                                                         | –                                                            | – | Nominacja |
| 2014 | Xbiz Award        | Najlepszy aktor w filmie o parach                                           | Rebound (2013)                                               | – | Nominacja |
| 2014 | Xbiz Award        | Najlepszy aktor drugoplanowy                                                | Homecoming (2013)                                            | – | Nominacja |
| 2015 | XRCO Award        | Najlepszy nowy ogier                                                        | –                                                            | – | Nominacja |
| 2015 | AVN Award         | Najlepszy aktor                                                             | Switch (2013)                                                | – | Nominacja |
| 2015 | AVN Award         | Najlepsza scena seksu dziewczyna/chłopak                                    | Haunted Hearts (2014)                                        | Dana DeArmond | Nominacja |
| 2015 | AVN Award         | Najlepsza scena seksu grupowego                                             | Nymphos (2013)                                               | Mischa Brooks, Casey Calvert, Juelz Ventura, Xander Corvus i Tommy Pistol | Nominacja |
| 2015 | NightMoves Award  | Najlepszy wykonawca                                                         | –                                                            | – | Nominacja |
| 2015 | Xbiz Award        | Najlepszy aktor w parodii                                                   | Sleeping Beauty XXX: An Axel Braun Parody (2014)             | – | Nominacja |
| 2015 | Xbiz Award        | Najlepsza scena seksu w parodii                                             | Sleeping Beauty XXX: An Axel Braun Parody (2014)             | Anikka Albrite | Nominacja |
| 2015 | Xbiz Award        | Najlepszy aktor w filmie o parach                                           | Happy Anniversary (2014)                                     | – | Nominacja |
| 2015 | Xbiz Award        | Najlepsza scena wydana na winiecie                                          | I Have a Wife 30 (2014)                                      | Ashley Fires | Nominacja |
| 2016 | AltPorn Award     | Najlepszy wykonawca roku                                                    | –                                                            | – | Nominacja |
| 2016 | AltPorn Award     | Najlepsza scena z palnikiem                                                 | Killer Kleavage from Outer Space (2015)                      | Mr.Pete, Veronica Rose i Vyxen Steel | Nominacja |
| 2016 | AVN Award         | Najlepszy aktor                                                             | Shades of Kink 4 (2015)                                      | – | Nominacja |
| 2016 | Xbiz Award        | Najlepszy aktor w filmie o parach                                           | The Swing Life (2015)                                        | Keira Nicole | Nominacja |
| 2017 | Xbiz Award        | Najlepsza scena seksu w filmie fabularnym                                   | Bijou (2015)                                                 | Keira Nicole | Nominacja |
| 2017 | Xbiz Award        | Najlepsza scena seksu w parodii                                             | Ten Inch Mutant Ninja Turtles and Other Porn Parodies (2016) | Ela Darling i April O’Neil | Nominacja |
| 2017 | Xbiz Award        | Najlepsza scena seksu – cała realizacja                                     | Sex Footage: Natural Slut (2016)                             | Katrina Jade | Nominacja |
| 2017 | AVN Award         | Najlepsza scena seksu grupowego                                             | Gangbang and Orgies Oh My (2016)                             | Alex Jones, Damon Dice, Danny Mountain, Tiffany Doll i Xander Corvus | Nominacja |
| 2017 | AVN Award         | Najlepszy aktor drugoplanowy                                                | Let It Ride (2016)                                           | – | Nominacja |
| 2017 | AVN Award         | Najlepsza scena triolizmu (chłopak/chłopak/dziewczyna)                      | Let It Ride (2016)                                           | Ash Hollywood i Ryan McLane | Nominacja |
| 2017 | AVN Award         | Najlepsza scena triolizmu (chłopak/chłopak/dziewczyna)                      | My Wife’s Threesome Fantasy (2016)                           | Jean Valjean i Karla Kush | Nominacja |
| 2018 | Spank Bank Award  | Aktor roku w dziedzinie układania rur                                       | –                                                            | – | Nominacja |
| 2018 | XCritic Award     | Najlepszy aktor                                                             | The Obsession (2017)                                         | – | Nominacja |
| 2018 | XCritic Award     | Najlepszy aktor                                                             | My Wife’s Hot Sister (2017)                                  | – | Nominacja |
| 2018 | XBIZ Award        | Wykonawca roku                                                              | –                                                            | – | Nominacja |
| 2018 | XBIZ Award        | Najlepszy aktor w komedii                                                   | How I Fucked Your Mother: A DP XXX Parody (2017)             | – | Wygrana   |
| 2018 | XBIZ Award        | Najlepszy aktor w filmie o parach                                           | Forbidden Opportunity (2017)                                 | – | Nominacja |
| 2018 | XBIZ Award        | Najlepszy aktor w filmie o parach                                           | The Mistress (2017)                                          | – | Nominacja |
| 2018 | XBIZ Award        | Najlepszy aktor drugoplanowy                                                | Unbridled (2017)                                             | – | Nominacja |
| 2018 | XBIZ Award        | Najlepszy aktor drugoplanowy                                                | The Obsession (2017)                                         | – | Nominacja |
| 2018 | XBIZ Award        | Najlepsza scena seksu – realizacja feature                                  | An Inconvenient Mistress (2017)                              | Jessica Drake i Ryan Driller | Wygrana   |
| 2018 | XBIZ Award        | Najlepsza scena seksu – cała realizacja                                     | Ass vs. Pussy 4 (2017)                                       | Holly Hendrix | Nominacja |
| 2018 | XBIZ Award        | Najlepsza scena seksu – cała realizacja                                     | Her Sexual Fantasy (2017)                                    | Jillian Janson | Nominacja |
| 2018 | XBIZ Award        | Najlepsza scena seksu w komedii                                             | How I Fucked Your Mother: A DP XXX Parody (2017)             | Ashley Adams | Nominacja |
| 2018 | XBIZ Award        | Najlepsza scena seksu w komedii                                             | How I Fucked Your Mother: A DP XXX Parody (2017)             | Cassidy Klein | Nominacja |
| 2018 | XBIZ Award        | Najlepszy aktor w filmie o parach                                           | Stripped Down (2017)                                         | Ana Foxxx | Nominacja |
| 2018 | XBIZ Award        | Najlepszy aktor w filmie o parach                                           | The Obsession (2017)                                         | Chanel Preston | Nominacja |
| 2018 | XBIZ Award        | Najlepszy aktor w filmie o parach                                           | The Mistress (2017)                                          | Lily LaBeau | Nominacja |
| 2018 | XBIZ Award        | Najlepszy aktor w filmie o parach                                           | It’s Complicated (2016)                                      | Yhivi | Nominacja |
| 2018 | AVN Award         | Najlepszy aktor drugoplanowy                                                | Unbridled (2017)                                             | – | Nominacja |
| 2018 | AVN Award         | Najlepsza scena triolizmu (chłopak/chłopak/dziewczyna)                      | Inconvenient Mistress (2017)                                 | Jessica Drake i Ryan Driller | Nominacja |
| 2018 | AVN Award         | Najbardziej wirtualna rzeczywista scena seksu                               | Kristen’s Naughty Workout Treats (2017)                      | Kristen Scott | Nominacja |
| 2018 | AVN Award         | Najbardziej skandaliczna scena seksu                                        | Indirect Relations (2017)                                    | Kristen Scott, Derrick Pierce i Nina North | Nominacja |
| 2019 | Spank Bank Award  | Sztywny aktor roku                                                          | –                                                            | – | Nominacja |
| 2019 | XCritic Awards    | Niedoceniony szermierz                                                      | –                                                            | – | Wygrana   |
| 2019 | XBIZ Award        | Wykonawca roku                                                              | –                                                            | – | Nominacja |
| 2019 | XBIZ Award        | Najlepszy aktor w realizacji w parach                                       | Timing Is Everything (2018)                                  | – | Nominacja |
| 2019 | XBIZ Award        | Najlepszy aktor w komedii                                                   | The Set Up (2018)                                            | – | Nominacja |
| 2019 | XBIZ Award        | Najlepsza scena seksu                                                       | The Finisher: A DP XXX Parody (2018)                         | Dana DeArmond | Nominacja |
| 2019 | XBIZ Award        | Najlepsza scena seksu w parze                                               | Forbidden Affairs 8 (2018)                                   | Mona Wales | Nominacja |
| 2019 | XBIZ Award        | Najlepszy aktor w realizacji tabu                                           | The Jealous Brother (2018)                                   | – | Wygrana   |
| 2019 | XBIZ Award        | Najlepsza scena seksu w realizacji tabu                                     | The Jealous Brother (2018)                                   | Gia Paige | Wygrana   |
| 2019 | AVN Award         | Najlepszy aktor w filmie średniometrażowym                                  | The Jealous Brother (2018)                                   | – | Nominacja |
| 2019 | AVN Award         | Najlepszy aktor w głównej roli                                              | How I Fucked Your Mother: A XXX Parody (2018)                | – | Nominacja |
| 2019 | AVN Award         | Najlepsza scena seksu oralnego                                              | Angela by Darkko (2018)                                      | Angela White, Jason Moody, Anthony Gaultier, Eddie Jaye, Steve Holmes, Eric John, Filthy Rich i Robby Echo                                                                                                   | Wygrana   |
| 2019 | AVN Award         | Najlepsza scena seksu grupowego                                             | Future Darkly (2018)                                         | Alison Rey, Nina North, Whitney Wright, Carolina Sweets i Gracie May Green | Nominacja |
| 2019 | NightMoves Award  | Najlepszy aktor                                                             | –                                                            | – | Nominacja |
| 2019 | Fleshbot Award    | Najlepszy wykonawca roku                                                    | –                                                            | – | Nominacja |
| 2020 | XBIZ Award        | Wykonawca roku                                                              | –                                                            | – | Nominacja |
| 2020 | XBIZ Award        | Najlepszy aktor drugoplanowy                                                | Perspective (2019)                                           | – | Nominacja |
| 2020 | XBIZ Award        | Najlepsza scena seksu – tematyka erotyczna                                  | Holding Out & Giving In (2019)                               | Emily Willis | Nominacja |
| 2020 | XBIZ Award        | Najlepsza scena seksu – winieta                                             | Relentless (2018)                                            | Gabbie Carter, Riley Reid, Small Hands, Vicki Chase, Alex Jones i Oliver Davis | Nominacja |
| 2020 | AVN Award         | Najlepszy aktor pierwszoplanowy                                             | Forbidden Affairs 10: My Fiancée’s Brother (2019)            | – | Nominacja |
| 2020 | AVN Award         | Najbardziej skandaliczna scena seksu                                        | The Ghost Rocket (2019)                                      | Cherie DeVille | Wygrana   |
| 2020 | AVN Award         | Najlepsza scena gangbangu                                                   | Consent (2019)                                               | Whitney Wright, Mick Blue i John Strong | Nominacja |
| 2020 | AVN Award         | Najlepszy aktor – film średniometrażowy                                     | Face to Face (2019)                                          | – | Nominacja |
| 2020 | AVN Award         | Najlepsza scena seksu grupowego                                             | Perspective (2019)                                           | Angela White, Gianna Dior, Abigail Mac, Whitney Wright i Isiah Maxwell | Nominacja |
| 2020 | AVN Award         | Najlepsza scena seksu grupowego                                             | Try Me (2019)                                                | Gabbie Carter, Riley Reid, Small Hands, Vicki Chase, Alex Jones i Oliver Davis | Nominacja |
| 2020 | Spank Bank Award  | Sztywny aktor roku                                                          | –                                                            | – | Nominacja |
| 2020 | AltPorn Award     | Najlepsza witryna członkowska Solo AltPorn PegHim.com                       | –                                                            | – | Wygrana   |
| 2020 | AltPorn Award     | Najlepszy wykonawca roku                                                    | –                                                            | – | Nominacja |
| 2020 | AltPorn Award     | Ulubiony film pełnometrażowy fanów AltPorn Video                            | Future Darkly: The Complete 2nd Season (2020)                | Cherie DeVille, Alina Lopez, Nina Hartley, Whitney Wright, Tyler Nixon, Jaye Summers, Lucas Frost, Maya Kendrick, Aria Lee, Derrick Pierce, Tommy Pistol, Justin Hunt i Nathan Bronson                       | Wygrana   |
| 2020 | XBIZ Europa Award | Najlepsza scena seksu w filmie fabularnym                                   | The Intern – A Summer of Lust (2019)                         | Lena Anderson | Nominacja |
| 2020 | NightMoves Award  | Najlepszy aktor                                                             | –                                                            | – | Nominacja |
| 2020 | Fleshbot Award    | Wykonawca roku                                                              | –                                                            | – | Nominacja |
| 2021 | XBIZ Award        | Wykonawca roku                                                              | –                                                            | – | Nominacja |
| 2021 | XBIZ Award        | Najlepsza scena seksu – film fabularny                                      | Out With a Bang (2020)                                       | Alina Lopez i Karma Rx | Nominacja |
| 2021 | XBIZ Award        | Najlepsza scena seksu – winieta                                             | Under the Bed (2020)                                         | Emily Willis i Emma Hix | Nominacja |
| 2021 | XBIZ Award        | Najlepsza scena seksu – winieta                                             | Relentless (2020)                                            | Riley Reid, Gabbie Carter, Vicki Chase, Small Hands, Alex Jones i Oliver Davis | Nominacja |
| 2021 | AVN Award         | Nagroda fanów: Ulubiony gwiazdor                                            | –                                                            | – | Nominacja |
| 2021 | AVN Award         | Najlepszy aktor średniometrażowego filmu fabularnego                        | Three’s a Crowd? (2020)                                      | – | Nominacja |
| 2021 | AVN Award         | Najlepsza scena seksu produkcji zagranicznej typu chłopak / dziewczyna      | The Intern – A Summer of Lust (2020)                         | Lena Anderson | Nominacja |
| 2021 | AVN Award         | Najlepszy aktor pierwszoplanowy                                             | Out With a Bang (2020)                                       | – | Nominacja |
| 2021 | AVN Award         | Najlepsza scena seksu w kwarantannie                                        | Quarantined With My Step Dad (2020)                          | Siouxsie Q. | Nominacja |
| 2021 | AVN Award         | Najlepsza scena triolizmu (dziewczyna/dziewczyna/chłopak)                   | My Sexy Roommate V1 E3 (2020)                                | Elsa Jean i Paige Owens | Nominacja |
| 2021 | AltPorn Awards    | Najlepszy wykonawca roku                                                    | –                                                            | – | Nominacja |
| 2021 | NightMoves Award  | Najlepszy wykonawca                                                         | –                                                            | – | Nominacja |
| 2022 | AVN Award         | Najlepszy aktor drugoplanowy                                                | Kill Code 87 (2021)                                          | – | Nominacja |
| 2022 | AVN Award         | Najlepszy czwórka / Scena orgii                                             | Grace (2021)                                                 | Ravyn Alexa, Whitney Wright i Kris Scott | Nominacja |
| 2022 | AltPorn Award     | Najlepszy wykonawca roku                                                    | –                                                            | – | Nominacja |
| 2022 | NightMoves Award  | Najlepszy wykonawca                                                         | –                                                            | – | Nominacja |
| 2023 | GayVN Award       | Najlepszy reżyser filmu fabularnego wspólnie z Jessicą Jasmin i Siouxsie Q. | Briar Basin Ranch (2022)                                     | – | Nominacja |
| 2023 | AVN Award         | Najlepszy operator filmowy                                                  | Stars (2022)                                                 | – | Nominacja |
| 2023 | AVN Award         | Najlepsza scena seksu z podwójną penetracją                                 | Blindfolding Him for Her DP (2022)                           | Armani Black i Dante Colle | Nominacja |
| 2023 | Xbiz Award        | Najlepsza scena seksu – pierwszy występ w karierze                          | Sexually Rated Programming: Blowbang (2022)                  | Angela White, Apollo Banks, Jack Blaque, Cody Breeze, Cole Church, Robby Echo, Johnny Goodluck, Celtic Iron, Joshua Lewis, Andrew Light, Christopher Mac, Alex Mack, Scotty P, Anthony Pierce i James Sinner | Nominacja |
| 2023 | Xbiz Award        | Reżyser roku produkcji gejowskiej                                           | –                                                            | – | Nominacja |
| 2023 | Fleshbot Award    | Film roku                                                                   | Vigilante City (2022)                                        | August Skye, Avery Jane, Kenna James, Ana Foxxx, Maddy May, Mona Azar, Alex Jones, Dante Colle, Nathan Bronson i Scott Nails                                                                                 | Nominacja |
| 2024 | Xbiz Award        | Reżyser roku – twórczość (narracyjna) z Siouxsie Q                          | –                                                            | – | Nominacja |
| 2024 | Xbiz Award        | Reżyser roku filmów gejowskich z Siouxsie Q                                 | –                                                            | – | Wygrana   |
| 2024 | Xbiz Award        | Reżyser roku filmów trans z Siouxsie Q                                      | –                                                            | – | Nominacja |
| 2024 | AVN Award         | Najlepsze portfolio reżyserskie – mieszane z Siouxsie Q                     | –                                                            | – | Nominacja |
| 2024 | AVN Award         | Nagroda fanów: Najgorętsza współpraca twórców trans                         | –                                                            | Ariel Demure | Nominacja |
| 2025 | XMA Award         | Reżyser roku – praca indywidualna z Siouxsie Q                              | The Bottom Floor (2024)                                      | – | Nominacja |
| 2025 | XMA Award         | Reżyser roku – prace gejowskie z Siouxsie Q                                 | –                                                            | – | Nominacja |
| 2025 | AVN Award         | Najlepsze portfolio reżyserskie – zróżnicowany zakres z Siouxsie Q          | –                                                            | – | Nominacja |